# Si j'étais un charpentier
Singles de Johnny Hallyday
La génération perdue - Noir c'est noir
(1966) Hey Joe
(1967)
Si j'étais un charpentier est une chanson de Johnny Hallyday. Adaptation française par Long Chris, de la chanson américaine If I Were a Carpenter de Tim Hardin, elle sort en super 45 tours le 7 décembre 1966.

## Discographie
7 décembre 1966 :
- 45 tours promotionnel Philips 373 924[1] : Si j'étais un charpentier, Je me suis lavé les mains dans une eau sale
- super 45 tours Philips 437.281 BE[2] :

Liste des pistes
A1. Si j'étais un charpentier (2:15)
A2. On s'est trompé (2:40)
B1. Je veux te graver dans ma vie (2:50)
B2. La fille à qui je pense (2:57)
Discographie live :
- 23 mars 1967 : Olympia 67
- 16 novembre 1967 : Johnny au Palais des sports
- 1968 : Live Grenoble 1968 (resté inédit jusqu'en 2012)
- 1976 : Johnny Hallyday Story - Palais des sports
- 1981 : Live
- 1993 : Parc des Princes 1993 (inscrite dans un medley)
- 1998 : Stade de France 98 Johnny allume le feu (inscrite dans un medley)
- 2000 : 100 % Johnny : Live à la tour Eiffel - Happy Birthday Live - Parc de Sceaux 15.06.2000 (inédit jusqu'en 2020) (pour les deux albums, la chanson est inscrite dans un medley)
- 2013 : Born Rocker Tour

## Réception
Le titre s’écoule à plus de 150 000 exemplaires en France.

### Classements hebdomadaires
| Classement (1965)                       | Meilleure position |
| --------------------------------------- | ------------------ |
| France                                  | 5                  |
| Belgique (Wallonie Ultratop 50 Singles) | 3                  |